# Cribrarula angelae
Cribrarula angelae is een slakkensoort uit de familie van de Cypraeidae. De wetenschappelijke naam van de soort is voor het eerst geldig gepubliceerd in 2009 door Moretzsohn & Beals.